# The Marshall Tucker Band
The Marshall Tucker Band est un groupe de rock sudiste, fondé en 1972.

## Biographie
Originaire de Spartanburg, en Caroline du Sud, le groupe fut créé en 1972, et commença sa carrière chez Capricorn Records. Leur premier disque The Marshall Tucker Band sortit en 1973.
Comparé aux pionniers du rock sudiste et à leurs collègues The Allman Brothers Band, The Marshall Tucker Band possédait un son bien plus orienté vers la country, où la flûte prédominait, comme chez Jethro Tull. Parmi leurs plus grands succès se trouvent "Can't You See", "Fire on the Mountain", "This Ol' Cowboy" et "Heard It in a Love Song".
Le groupe a été formé par le chanteur Doug Gray, le guitariste Toy Caldwell (né en 1948, est décédé Février 25, 1993), son frère le bassiste Tommy Caldwell (né en 1950, est décédé le 4 avril 1980), le guitariste George McCorkle (né en 1947, est décédé Juin 29th, 2007), le batteur Paul Riddle et le flutiste et saxophoniste Jerry Eubanks. Il est signé chez Capricorn Records et sort son premier album, The Marshall Tucker Band, en mars 1973. Ils ont acquis une reconnaissance en faisant la première partie des Allman Brothers Band et ont trouvé un succès significatif au cours des années 70, avec la plupart de leurs albums devenus disques d'or. Leur sommet est venu avec le million de ventes d'albums de Carolina Dreams et de son Top 15 single "Heard It In A Love Sng" en 1977. Depuis lors, le groupe a continué à composer, enregistrer, et de tourner malgré les décès successifs de Tommy Caldwell (bassiste et leader du groupe) en 1980, dans un accident de voiture, et de Toy Caldwell (guitariste soliste et véritable "âme" du groupe) en 1993.
Contrairement à ce que le nom du groupe pourrait suggérer, aucun de ses membres ne s'appelait "Marshall Tucker" ou même "Tucker". Leur premier nom était "The Toy Factory" (d'après le prénom du guitariste principal Toy Caldwell), mais ils optèrent rapidement pour le nom qu'ils portent encore de nos jours. Caldwell expliqua l'origine de ce nom lors d'une interview radiophonique à Hempstead en 1973 :
"Il y a un vieil aveugle [à Spartanburg] qui accorde les pianos, et son nom est Marshall Tucker...  Nous n'avons pas nommé le groupe d'après lui, mais nous aimions bien ce nom et avons décidé de le garder."
Le site officiel du groupe fournit d'autres informations :
"Lors des débuts du Marshall Tucker Band, dans leur Spartanburg natal en 1972, le groupe répétait dans un vieil hangar. Ils avaient encore à choisir un nom et un soir, lors d'une discussion à ce sujet, quelqu'un a jeté un œil sur l'étiquette pendue à la clé du hangar sur laquelle était écrit "Marshall Tucker". Ils choisirent alors de s'appeler The Marshall Tucker Band, ignorant que c'était le nom d'une personne existant réellement. Comme il était temps de passer à table et que tout le monde avait faim, le choix fut vite fait. Quelques années plus tard, ils se rendirent compte que Marshall Tucker était le nom de la personne qui louait l'immeuble avant eux et qu'il figurait encore sur la clé parce que le propriétaire ne l'avait pas encore changée. Mr. Tucker était un accordeur de piano aveugle qui, avec son associé, utilisait l'immeuble pour ses affaires." 
Après plusieurs modifications de personnels (seul le chanteur Doug Gray fait partie du line-up original), le groupe est encore actif de nos jours et se produit jusqu'à 150 fois par an. Leur label actuel est Ramblin' Records.

## Membres originels
- Doug Gray - chant
- Toy Caldwell - guitare (rythmique, solos & slide), chant
- Tommy Caldwell - basse, chant
- George McCorkle - guitare (rythmique)
- Paul Riddle - batterie
- Jerry Eubanks - flute, saxophone, chœurs

## Membres actuels
- Doug Gray - chant
- Pat Elwood - basse
- Chris Hicks - guitare
- Stuart Swanlund - guitare
- B.B. Borden - batterie
- David Muse - flute, sax, claviers

## Discographie
1973 - The Marshall Tucker Band

1973 - A New Life

1974 - Where We All Belong

1975 - Searchin' for a Rainbow

1976 - Long Hard Ride

1977 - Carolina Dreams

1978 - Together Forever

1979 - Running Like the Wind

1980 - Tenth

1981 - Dedicated

1982 - Tuckerized

1982 - Greatest Hits

1983 - Just Us

1983 - Greetings From South Carolina

1988 - Still Holdin' On

1990 - Southern Spirit

1992 - Still Smokin'

1993 - Walk Outside the Lines

1994 - The Capricorn Years (Box Set)

1996 - Country Tucker (Compilation)

1997 - MT Blues (Compilation)

1998 - Face Down in the Blues

1999 - Gospel

2003 - Stompin Room Only

2004 - Beyond the Horizon

2004 - Live from the Garden State (DVD)

2005 - Anthology (Compilation)
2006 - Where a Country Boys Belongs
2007 - The Next Adventure